# Анаксимандар
Анаксимандар из Милета (грч. Ἀναξίμανδρος; Милет, 610 − 546. п. н. е.), био је јонски (грчки) филозоф природе који је тврдио да је аперион прапочело (архе) свих ствари.
Списи Анаксимандра, Талесовог ученика, данас су изгубљени, али му се приписују разне нове идеје. Био је први Грк који је користио сунчев сат (одавно познат на Средњем истоку) и помоћу њега одредио датуме два солстиција (најкраћег и најдужег дана) и еквиноција (две равнодневице). Спекулисао је о природи небеса и о настанку Земље и човека. Увидевши да је Земљина површина закривљена, веровао је да она има ваљкаст облик (са осом у правцу исток-запад); и био је вероватно први Грк(?) који је израдио мапу целог познатог света. Сматрао је да Земља лебди у простору (што је била нова идеја).
Знао је за идеју равнотеже у физичкој и за идеју мере и правде у етичкој области.
Узимајући да је праоснова свега што постоји вода, Талет (Талес из Милета) је отворио цео низ филозофско-динамичких чинилаца, и његов принцип мењаће се тројако: 1) праоснова је друга материја, а не вода; 2) праоснова је невидљива; 3) сама праоснова постоји, а предмети који су од ње постали постоје само привидно.
У избору друге праматерије, као и у способности апстраховања и у логичности конструисања, Талета је далеко надмашио математичар, астроном, географ, метеоролог и филозоф Анаксимандар, његов суграђанин, пријатељ и ученик, најгенијалнији и најимпозантнији међу милетским мислиоцима. Његов живот пада у време од 610/9. до отприлике 546/5. год. п. н. е. И он је учествовао у јавном животу своје отаџбине, и то као вођа једне милетске колоније у Аполонију на западној обали Понта.
Одломци из његова списа „Περί φύσιως“, који представља први систематски спис хеленске филозофије, и који су још имали у рукама Платон, Аристотел и Теофраст, изненађују нас обиљем не само веома значајних него и разноврсних мисли. Његова прасупстанција није истоветна ни с једном позитивном материјом, него је нешто што није у искуству дано, највиша апстракција која је уопште могућа. Јер, ако се као прасупстанција узме нешто из емпиријског света, где влада непрестана мена, непрестано настајање и нестајање, било би немогуће да свет вечито траје: произвођење ствари било би ограничено. Да се, дакле, постајање не би исцрпло и да не би престало ново стварање, Анаксимандар се од конкретног праизвора уздигао нечему апстрактном, оставио наивну индукцију и послужио се наивном дедукцијом, па као вечну и непропадљиву прасупстанцију узео неизмерно или неограничено или бесконачно (άπειρον), што он замишља као материју по квалитету неодређену, а по квантитету бесконачну.
Из те прасупстанције издвојила се прва прасупротност: топлота и хладноћа. Утицајем топлога хладно постаје вода, а из ње све остале ствари. Анаксимандар се није задовољио само тим што је утврдио прасупстанцију него је увео и нове принципе за објашњење природе, принцип природног диференцирања и принцип природног развитка и увитка. Најранији претходник Кант-Лапласа и Чарлса Дарвина, он показује како се у једном континуитету развила најпре анорганска, затим органска природа и најзад психичке особине. Он је не само први рационални астроном него и први рационални биолог. По закону центрифугалне силе, опажене код праћке, а према тежини у све већој удаљености од средишта, наслагала су се четири слоја у облику лопти: земља, вода, ваздух, огањ. Водени слој се раскинуо, јер је вода местимице излапела; за то сведоче крајеви који су некад били доиста море, јер показују трагове морских животиња; исто тако раскинуо се и огњени слој на звезде, Месец и Сунце. Прве животиње постале су из морског муља док на земаљској кори није било услова за живот; у мору имале су бодљикав оклоп, који су, прелазећи на копно, одбациле.
Тако све поједине ствари постају из прасупстанције, у коју се оне и враћају, као што сведочи ово место, једино сачувано: „Почетак и порекло ствари јесте неограничено. .. Али где је стварима извор, ту им је и увир по нужности. Јер једни другој дају правду и накнаду због своје неправичности по пресуди времена“. Το је, у исти мах, и први таман покушај да се природни поредак схвати и као етички поредак.
На Анаксимандру осећа се утицај Талесов, као на Анаксимену и Хераклиту утицај Анаксимандров. Ту се, дакле, први пут појављује утицај једног филозофског система на други. Тиме се и први пут поставља позитивна основа за развитак филозофске мисли.